# جشنواره موسیقی خاری بولبول
جشنواره موسیقی خاری بولبول (ترکی آذربایجانی: Xarıbülbül Musiqi Festivalı) یک جشنواره بین‌المللی موسیقی است که در شوشی و سایر شهرهای استان قره باغ در کشور جمهوری آذربایجان برگزار می‌شود. این جشنواره برای اولین بار در سال ۱۹۸۹ برای بزرگداشت صدمین سالگرد خواننده آذربایجانی سید شوشینسکی برگزار شد و تا سال ۱۹۹۲ که شهر در جریان جنگ اول قره باغ کوهستانی تصرف شد، هر ساله برگزار می‌شد. این جشنواره در شوشی، پایتخت فرهنگی آذربایجان، در ۲۲ اردیبهشت ۱۴۰۱، زمانی که آذربایجان کنترل این شهر را در طول جنگ قره باغ کوهستانی در سال ۲۰۲۰ به دست گرفت، دوباره برقرار شد.

## تاریخچه
جشنواره موسیقی خاری بلبل در سال ۱۹۸۹ برای بزرگداشت صدمین سالگرد خواننده آذربایجانی سید شوشینسکی تأسیس شد. برنامه‌ریزی جشنواره از اوایل سال ۱۹۸۹ آغاز شد. در ماه مه همان سال، در فصل گلدهی گل نمادین خاری بولبول شوشی برگزار گردید. علاوه بر نوازندگان محلی، در جشنواره سال ۱۹۸۹گروه‌های موسیقی از قرقیزستان، قزاقستان، باشقیر، لیتوانی، و بلاروس با حدود ۱۰۰نفر حضور داشتند. کنسرت‌ها در هفت مکان مختلف در دشت جیدیر برگزار شد. جشنواره با اجرای خوانندگان جوان ۱۲تا ۱۵ ساله آغاز شد که موغام «قره‌باغ شکسته‌سی» را خواندند. مسابقات اسب‌های قره باغ در روز اول جشنواره برگزار شد. شرکت کنندگان اکثراً از اهالی شوشی بودند.

## بازسازی جشنواره

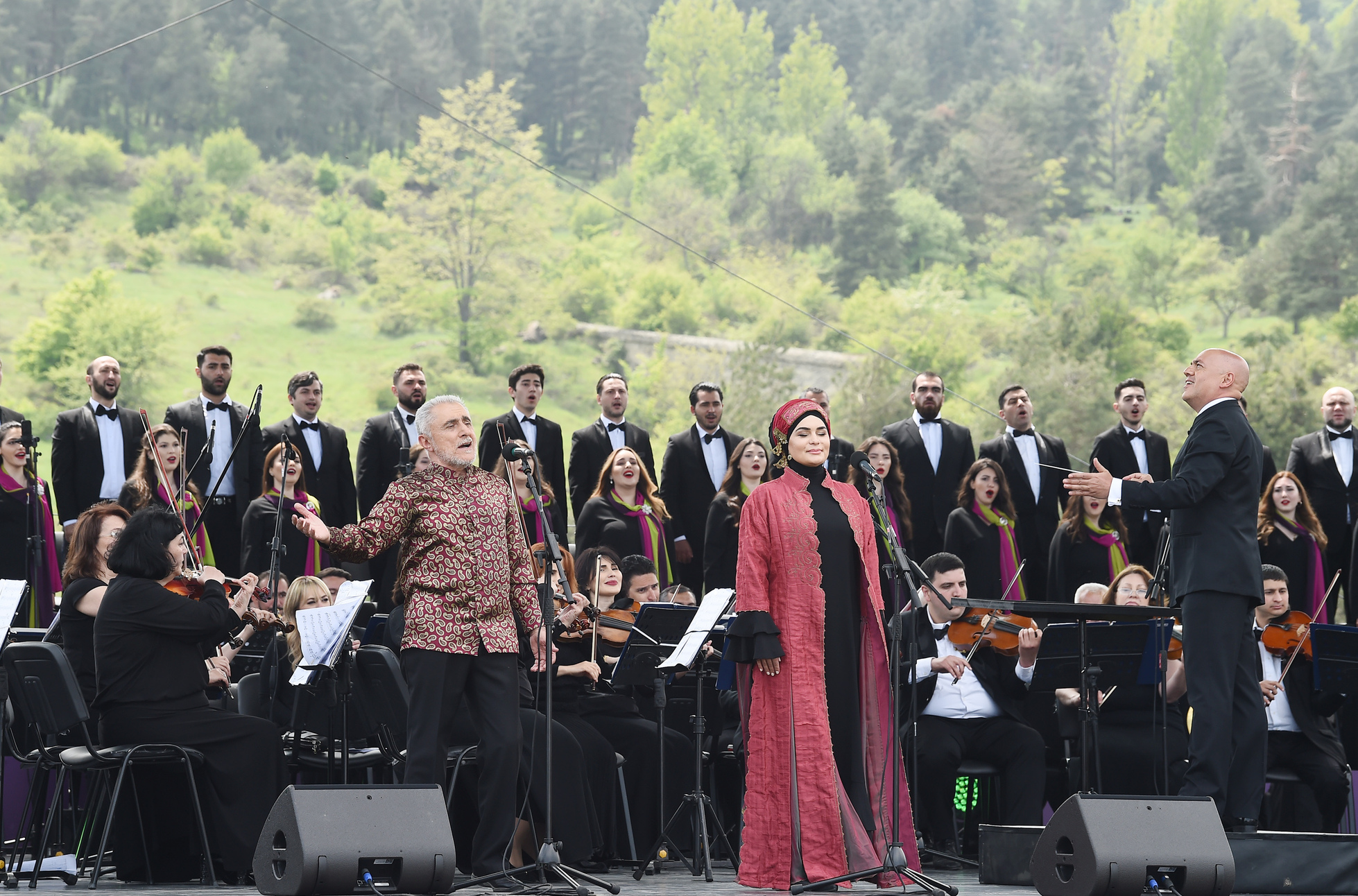
اجرای علی قاسم اف و فرغانه قاسموا در جشنواره خاری بولبول

رئیس‌جمهور الهام علی اف در دیدار با انار کریم اف، وزیر فرهنگ آذربایجان در ژانویه ۲۰۲۱، ضرورت «احیای» جشنواره خاری بلبل در شوشی را یادآور شد و به ضرورت بازسازی «سنت» این جشنواره فولکلور اشاره کرد. سالروز شعر ملاپناه واقف و جشنواره خاری بولبول با دستور رئیس‌جمهور دوباره برقرار شد. بنیاد حیدر علی‌اف متعاقباً این جشنواره را در ۱۲تا ۱۳ مه ۲۰۲۱برگزار کرد. جشنواره خاری بولبول با سخنرانی الهام علی‌اف رئیس‌جمهور آذربایجان آغاز شد. در ۱۳می، جشنواره با یک کنسرت جشن به پایان رسید.
در تاریخ ۱۲تا ۱۴می ۲۰۲۲، پنجمین جشنواره موسیقی خاری بولبول در شوشی برگزار شد. کنسرت افتتاحیه جشنواره با اجرای «سوئیت وطن» توسط گروه دولتی موسیقی و رقص آذربایجان آغاز شد. سپس آهنگ "قره‌باغ شکسته‌سی" توسط خواننده ایلکین احمدوف و بابک نیفتعلی‌اف و سابینا اردبیلی. گروه موسیقی و رقص فولکلور جهان ترک به نمایندگی از ترکیه در این جشنواره شرکت کرد و رقص محلی "وان یورسی (Van yöresi)" را اجرا کرد.

## نگارخانه

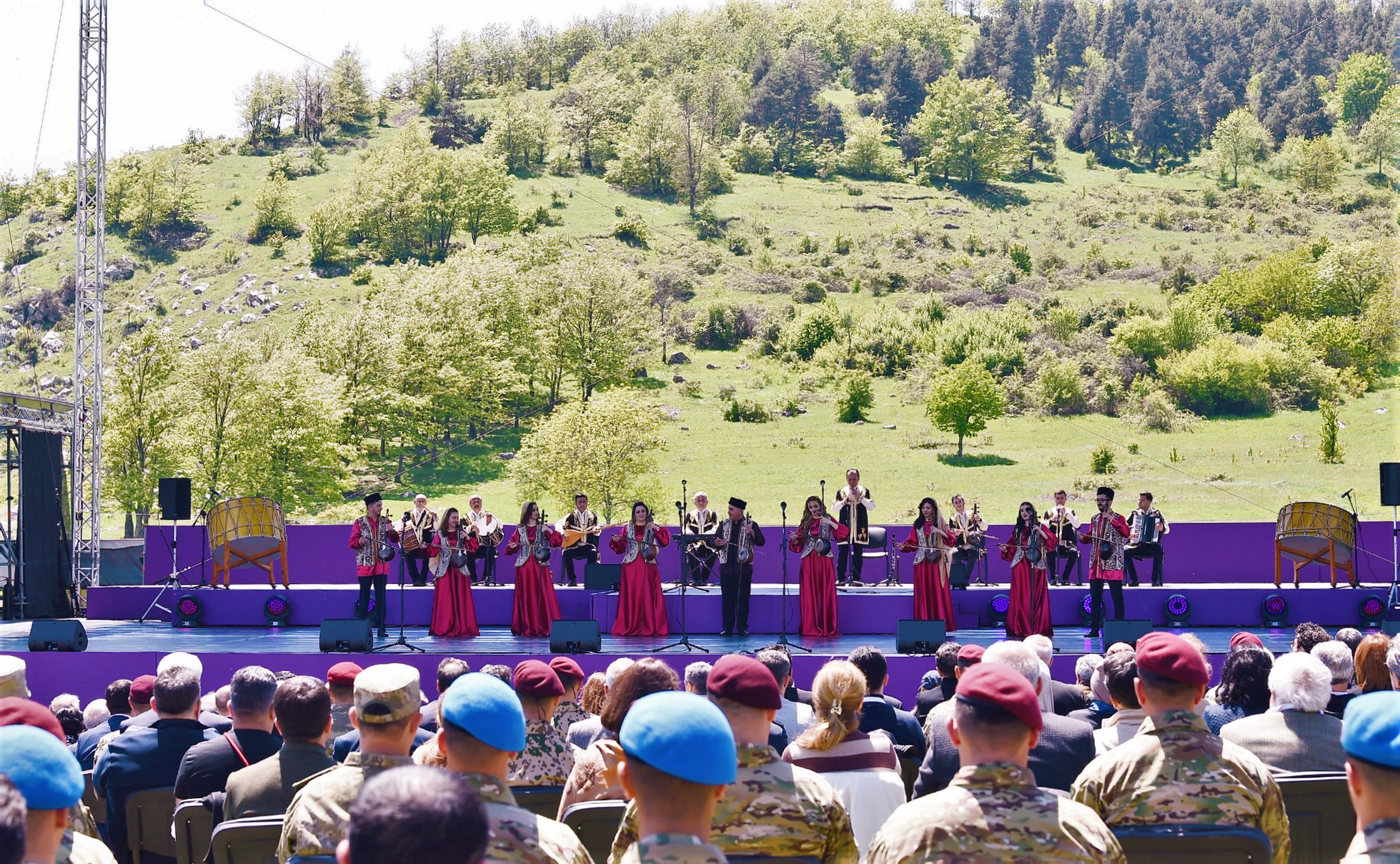
گروه کمانچه به رهبری Elshan Mansurov [az] ملودی رقص محلی " اوزوندرا " را اجرا می‌کند.
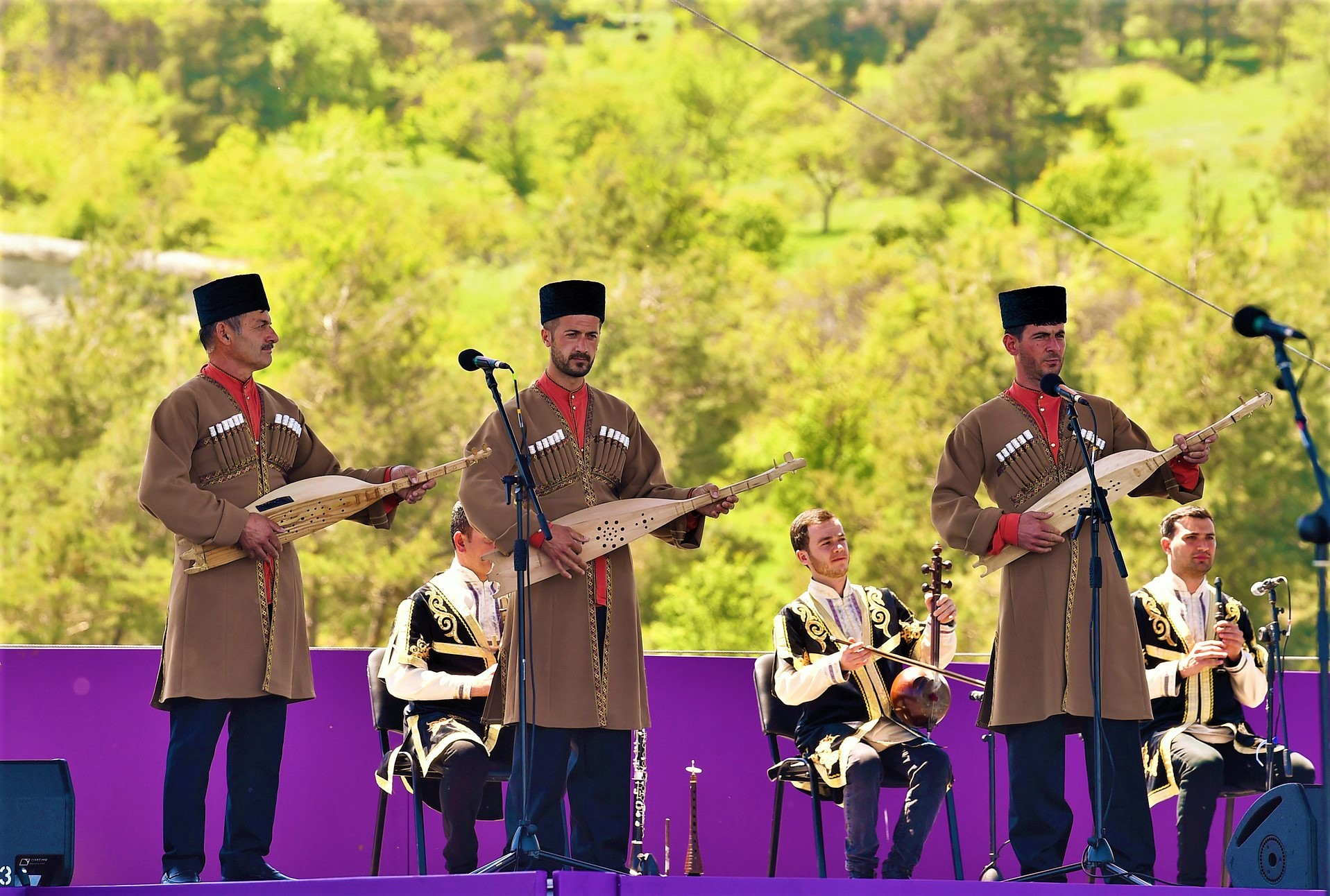
جهان، یک گروه فولکلور آوارهای قفقازی ، آهنگ «دون گوری یو» را روی dambur [ru] می‌کند [ ru ]
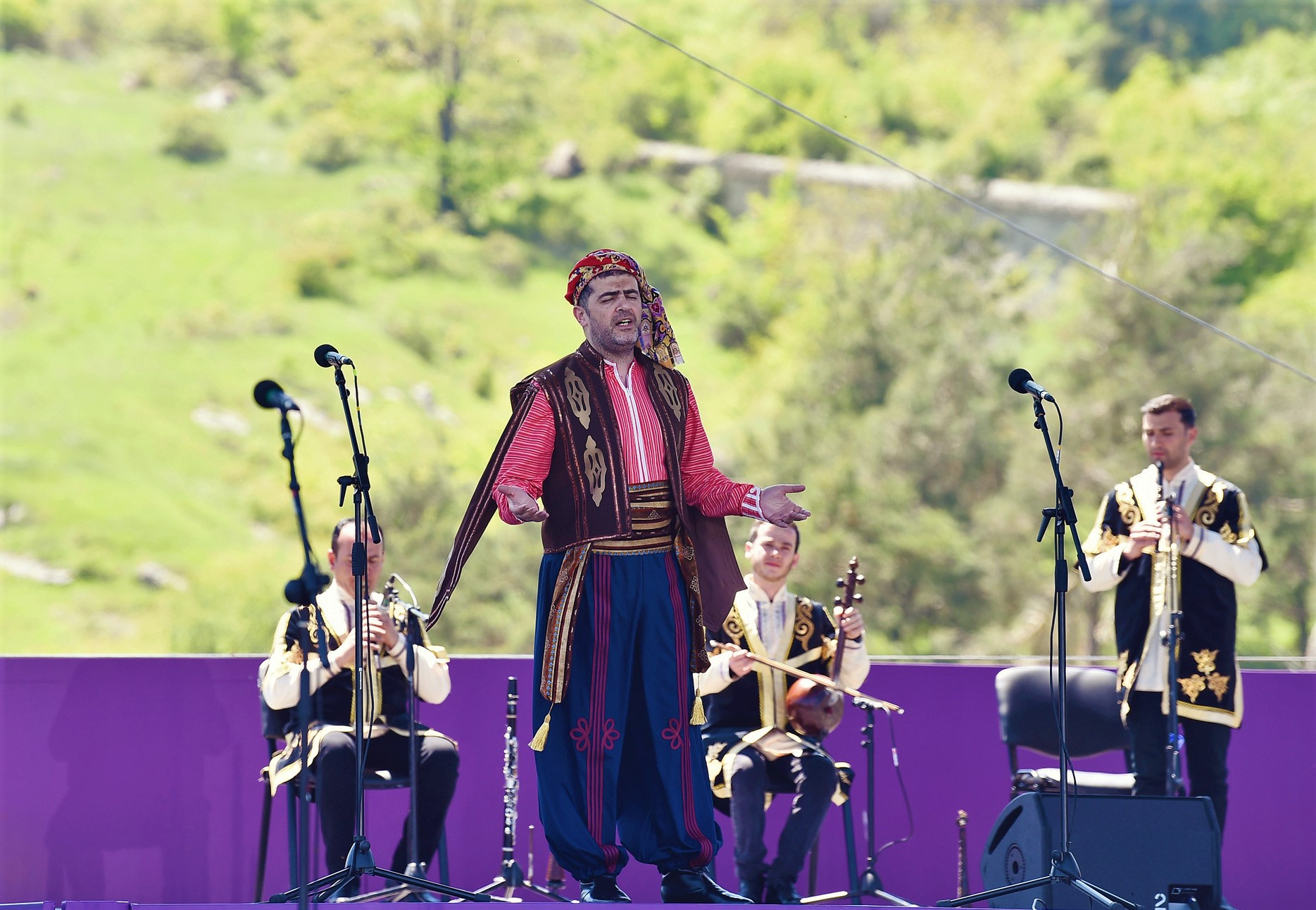
تونار رحمان اوغلو آهنگ مردم کرد "ریندا مین" را می‌خواند.
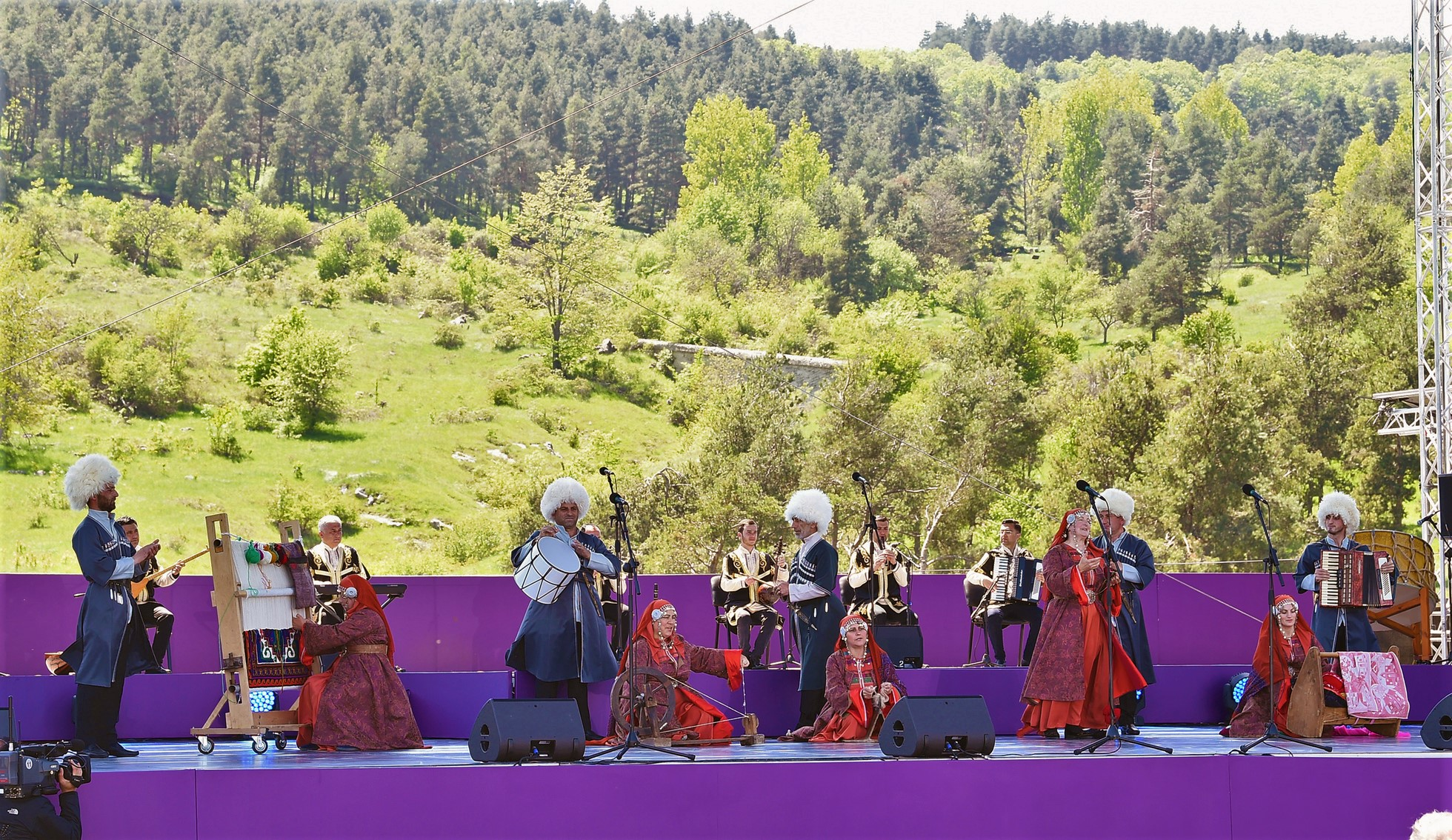
گروه فولکلوریک «مل» آهنگ محلی لزگی‌ها «پریزادا» را اجرا می‌کند.
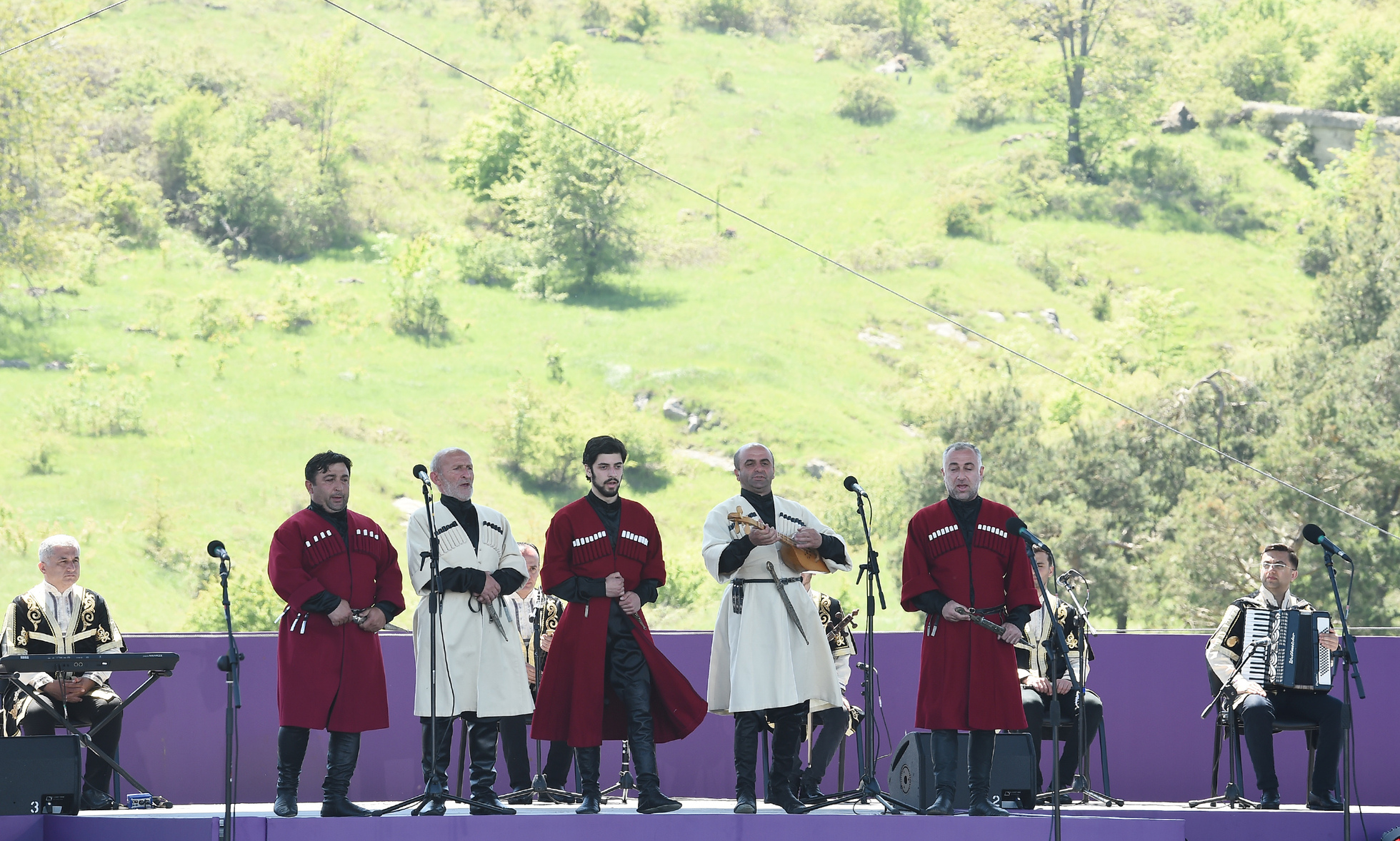
گروه کر شیویدکاتسا یک آهنگ فولکلور مردم گرجی را می‌خواند